# Ophiomyia pseudocunctans
Ophiomyia pseudocunctans este o specie de muște din genul Ophiomyia, familia Agromyzidae, descrisă de Gabriel Strobl în anul 1900.
Este endemică în Spania. Conform Catalogue of Life specia Ophiomyia pseudocunctans nu are subspecii cunoscute.